# Monserrat (Valencia)
Monserrat (en valenciano y oficialmente, Montserrat; también conocido como Montserrat d'Alcalà) es un municipio de la Comunidad Valenciana, España. Perteneciente a la provincia de Valencia, en la comarca de la Ribera Alta.

## Geografía
Situado a los pies de la montaña del Castellet, en un pequeño cerro que ahora se denomina la Era Alta. Dicho cerro fue el que le dio nombre a la población y se trata de una cuesta con el buzamiento de los estratos hacia el norte, y que está cortado por la mitad por lo que parece ser una falla y de aquí el nombre de "serrat" (aserrado, cortado). Esta montaña sigue la dirección este - oeste, por lo que la ladera sur es de solana y, por consiguiente, muy seca. En cambio, la ladera norte se encuentra todo el día casi libre de la radiación solar y, debido a ello, se trata de la ladera o vertiente de umbría, como lo demuestra la mayor cobertura vegetal debido a la menor resequedad del suelo. La imagen de satélite es una muestra excelente de esta idea: casi podríamos decir que se trata de un ejemplo antológico del efecto orográfico con respecto a la incidencia de los rayos solares. El término municipal se encuentra en el denominado Vall dels Alcalans. El río Magro sirve de límite natural con el término de Montroy en una longitud de 3600 m y después de pasar por los términos de Real, Llombay, Alfarp, Catadau, Carlet, Alcudia, Guadasuar y Algemesí, vierte sus aguas en el río Júcar.
La topografía oscila entre las cotas de 130 y 235 m sobre el nivel del mar.
Se accede a este pueblo desde Valencia a través de la CV-405.

### Localidades limítrofes
El término municipal de Monserrat limita con las localidades de Llombay, Montroy, Picasent, Real, Torrente y Turís todas ellas de la provincia de Valencia.

## Historia
Alquería y fortaleza islámica, fue dada por Jaime I en 1240 a Eximén de Tovià, según consta en el Llibre del Repartiment donde aparece en latín el nombre del pueblo como Monteserratu, en 1245 Joan Brusca le otorga carta puebla, en 1307 el señorío recae en los Pérez de Zapata y en sus manos permanecerá hasta 1763 ; en 1349 le fue concedido el mero y mixto imperio a Raimon de Castellví, en 1599 el rey Felipe III concedió a Luis Pérez Zapata de Calatayud el título de Conde del Real, tras la expulsión, veinte moriscos se convirtieron al cristianismo y en 1736 pasa a ser propiedad de los Villahermosa.

### 29 de octubre de 2024
El 29 de octubre de 2024 Montserrat fue uno de los pueblos afectados por la DANA, que no sólo recogió los más de 700 litros que inundaron Turís, sinó que muchas viviendas quedaron destrozadas por el paso de un tornado. El polideportivo, el polígono industrial, los caminos, garajes, edificios y urbanizaciones cercanas al barranco quedaron completamente devastados.

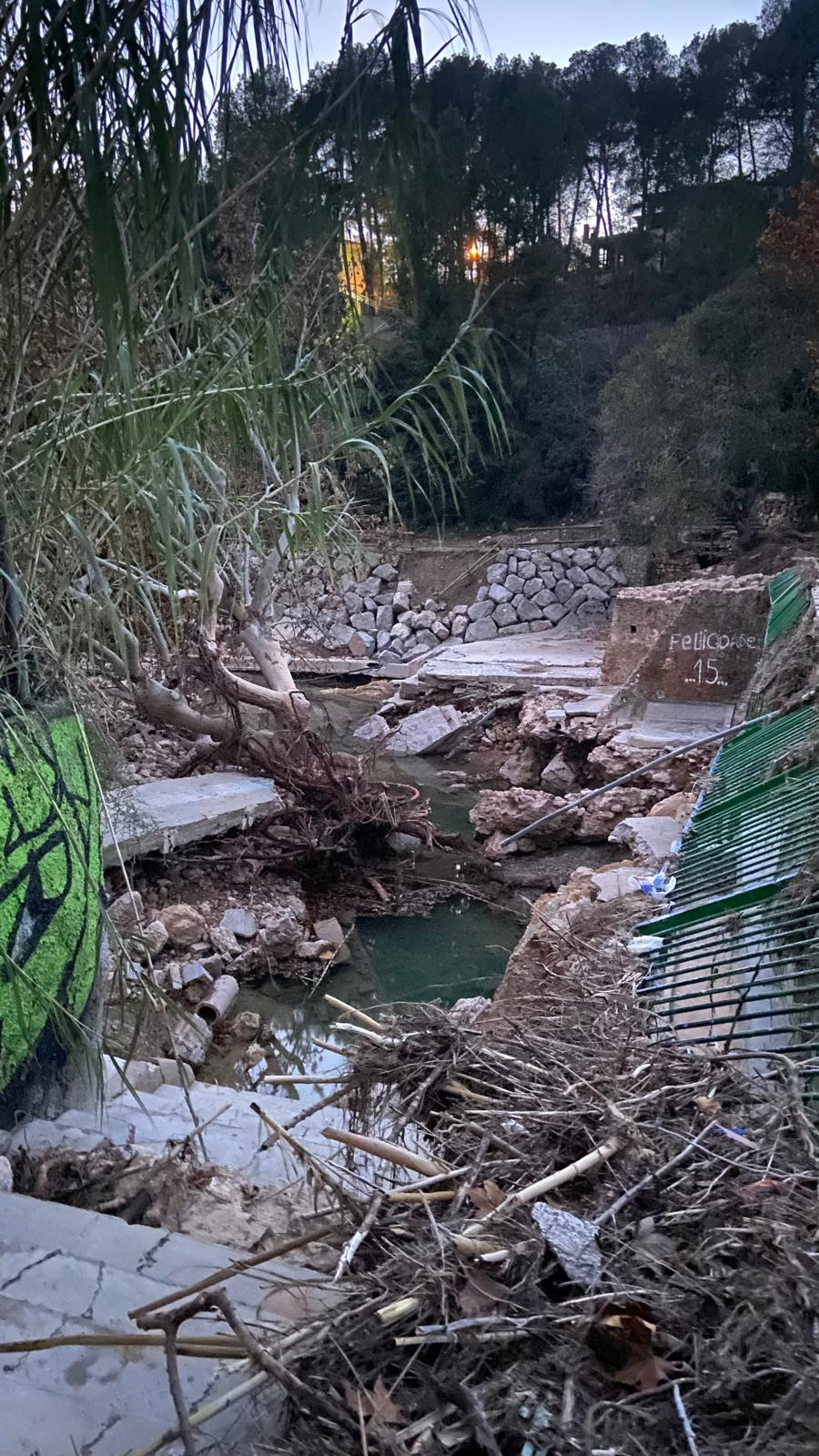
Barranco de Montserrat tras la DANA del 29 de octubre de 2024

Esta población tiene más de 9000 habitantes según el Instituto Nacional de Estadística (INE), de los cuales muchos son personas de la tercera edad. Como todas las zonas afectadas, han estado días incomunicados, sin luz y sin agua. Hasta muchos días después los cuerpos de seguridad no aparecieron por estas localidades, lo que dio pie a que los voluntarios ayudaron a volver a la normalidad. Por suerte, no ha habido fallecidos, sólo daños estructurales.

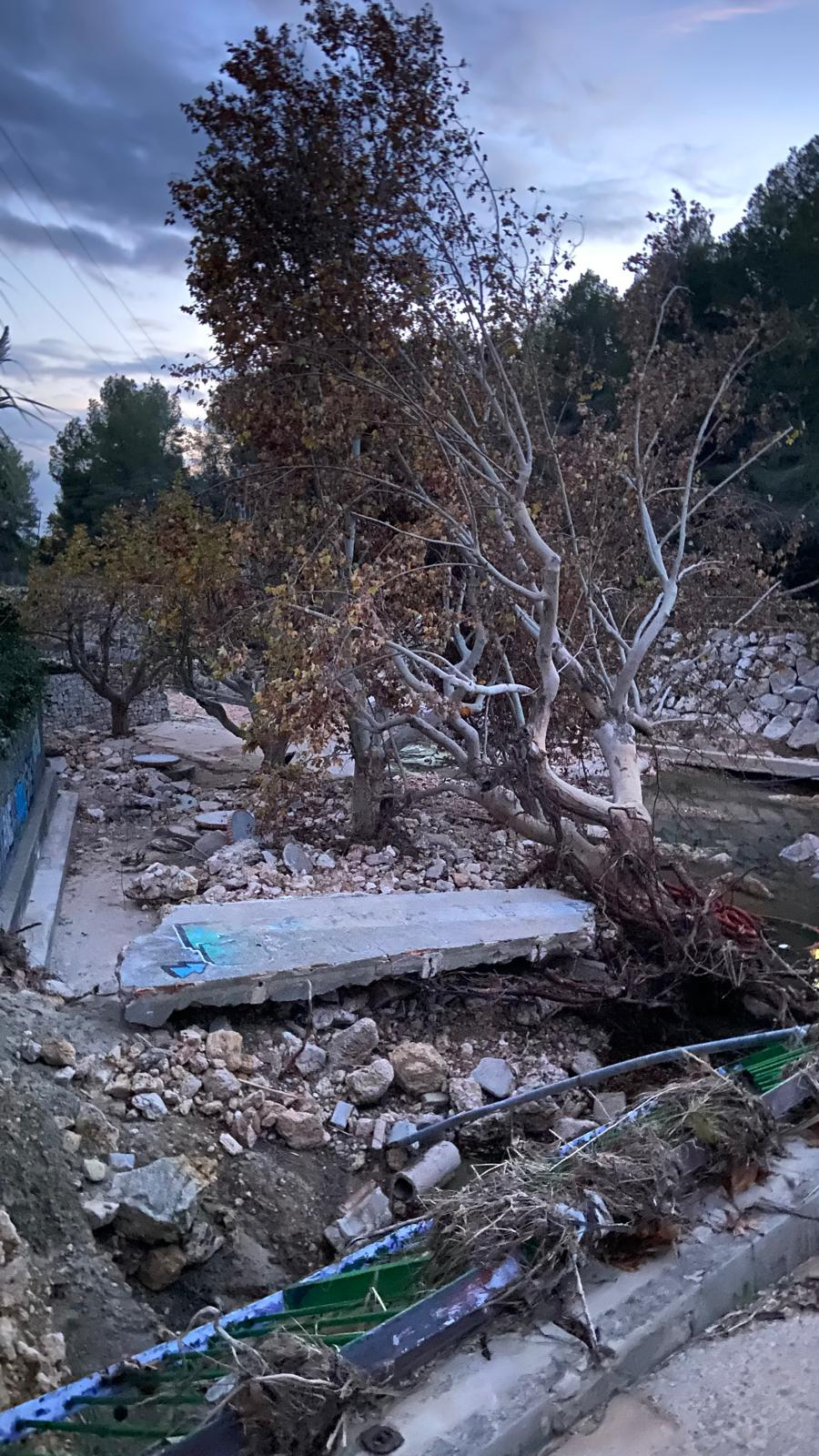
Barranco de Montserrat prácticamente un mes después del 29 de octubre de 2024

#### Ayudas DANA
Casi tres meses después de la gota fría, la semana del 20 de enero de 2025, empezaron las primeras obras en la urbanización de Montserrat porque las carreteras y diversas viviendas estaban destruidas. Además, el ayuntamiento de Montserrat ha recibido 156.180,30 euros del Ministerio de Trabajo y Economía Social, a través del Servicio Público de Empleo Estatal con el fin de contratar a diversos profesionales para reconstruir las zonas afectadas después de la DANA.

## Demografía
Monserrat (Valencia) cuenta con una población de 9656 habitantes (INE 2024).
| Gráfica de evolución demográfica de Monserrat entre 1842 y 2021                                                     |
| |
| Población de derecho según los censos de población del INE Población de hecho según los censos de población del INE |

Su cercanía a la capital de la provincia ha propiciado un considerable crecimiento demográfico en el siglo XXI.

## Economía
La principal actividad económica de Montserrat ha sido históricamente la agricultura. Los cultivos más importantes del pueblo han sido los de secano, tanto de viñas como de algarrobo, pero hoy en día son muchos los campos que tienen como único cultivo los naranjos regados por goteo. Actualmente son pocos quienes se dedican a la agricultura, ya que los habitantes trabajan fuera de la población, dedicados al sector de los servicios o al de la construcción.

## Administración y política
| Periodo   | Nombre                     | Partido          |
| --------- | -------------------------- | ---------------- |
| 1979-1983 | José Llácer Gimeno         | PSPV-PSOE        |
| 1983-1987 | José Llácer Gimeno         | PSPV-PSOE        |
| 1987-1991 | José Campos Sesé           | PSPV-PSOE        |
| 1991-1995 | Antonio Campos Oliva       | PP               |
| 1995-1999 | Antonio Campos Oliva       | PP               |
| 1999-2003 | Josep María Mas García     | Gent d'Esquerres |
| 2003-2007 | Josep María Mas García     | Gent d'Esquerres |
| 2007-2011 | Laura Sanjuán Campos       | PP               |
| 2011-2015 | Josep María Mas García     | PSPV-PSOE        |
| 2015-2019 | Josep María Mas García     | PSPV-PSOE        |
| 2019-2023 | Josep María Mas García     | PSPV-PSOE        |
| 2023-act. | Sergio Vilar Campos (2024) | PP               |

Tras polémicas acerca de la ubicación del nuevo Centro de Salud y la tasa de la posa, PP, Vox y Aigua consiguieron desbancar a Josep María Mas del PSPV, que llevaba desde 2011 como alcalde. La aprobación de una moción de censura dio la alcaldía al candidato del PP Sergio Villar, el cual triunfó con los votos de Vox y del partido independiente Aigua.

## Patrimonio
- Castillo dels Alcalans. Alcalá es un despoblado y antiguo castillo en el valle de Alcalá, cerca del río Magro. Las ruinas del castillo son conocidas con el nombre de "Castell dels Alcalans". Esta fortaleza se levantó en el siglo XI dentro de la época taifal, y era la más importante de esta zona. Según la crónica de Alfonso X de Castilla, el Cid, en una de sus acciones militares por el reino de Valencia, capturó a su alcaide. Este hecho dio nombre al lugar como Vall d'Alcal, conocido más tarde como la Vall dels Alcalans.

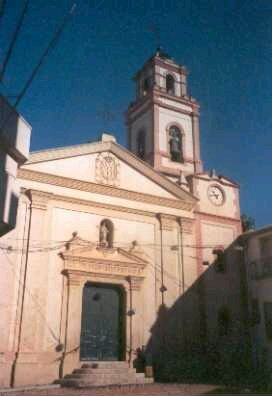
Iglesia de la Asunción.

- Casco Viejo. Destacan algunas calles estrechas, de tipología morisca.
- Antiguo Pósito Agrícola. (edificio de 1792) Actualmente está reformado y donde se ubica la Biblioteca Pública con más de diez mil volúmenes.
- Iglesia de N.ª S.ª de la Asunción. Es de fabricación posrenacentista y de estilo posherreriano. Es obra de 1621. La nave central está acompañada por otras dos muy pequeñas y constituyen la fábrica, con bóveda de cañón y arcos fajones en cinco tramos, y a los pies del coro, un hermoso lienzo de la Adoración de los pastores lo decora. Tiene once capillas. La parroquia de Monserrat alberga imágenes de valor considerable. El campanario tiene tres cuerpos, el último culmina con cupulón de teja árabe azul, muy usual en la provincia de Valencia. En el asalto sufrido en agosto de 1936 se perdieron las imágenes, altares, pila bautismal, armónium y dos campanas.

## Lugares de interés
- La Carencia. La Carencia es un paraje que se encuentra en los términos de Montserrat y Turís, donde destaca la fuente de la Carencia.[11]

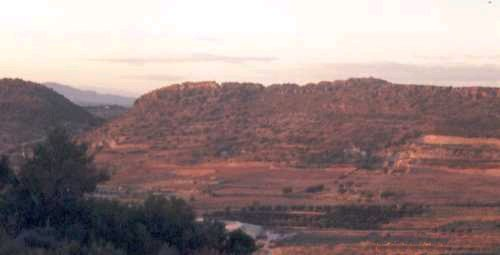
Sierra del Castellet.

- Sierra del Castellet. Esta sierra se originó hace unos 180 millones de años cuando el mar empezó a ceder su lugar a las tierras sumergidas, y sucesivas inundaciones y levantamientos de tierras dieron lugar a los diferentes estratos que nos encontramos en esta sierra.

La posterior erosión por aguas carbónicas dio lugar a una peculiar morfología de dientes de sierra lo que da pie a que algunos sostengan que este monte sea el origen del nombre del pueblo.
- Fuente del Pantano. Lugar de esparcimiento, entre árboles sicomoros y chopos. Su nombre se debe a la existencia de una presa del siglo XVII que aún se conserva.
- Yacimientos. Existe un yacimiento de la Edad del Bronce en el Castellet, así como restos de villas rústicas romanas en els Xarcons y en la Muntanyeta del Retjolar.[11]

## Fiestas locales
- Fallas. Se celebran a finales del mes de marzo y dos semanas después de San José.[14]
- Primero de mayo. En la festividad del 1 de mayo se organiza el día de "las paellas", en el que los vecinos y visitantes asisten a una comida de paellas por las calles del centro del pueblo que organiza el Ayuntamiento.
- Nuestra Señora de la Asunción y San Roque. Las fiestas patronales se celebran los días 15 y 16 de agosto respectivamente, con actos como procesiones, cabalgatas, bailes y conciertos. También son de destacar "la cordá", organizada por la peña Socarrim y los castillos de fuegos artificiales.
- Semana Taurina. Tiene lugar a mediados de agosto y a continuación de las fiestas patronales con la instalación de una plaza de toros portátil en la que se realizan novilladas, concursos de reses, desafíos entre ganaderos, y también la prova i entrà como forma de bous al carrer.

## Imágenes

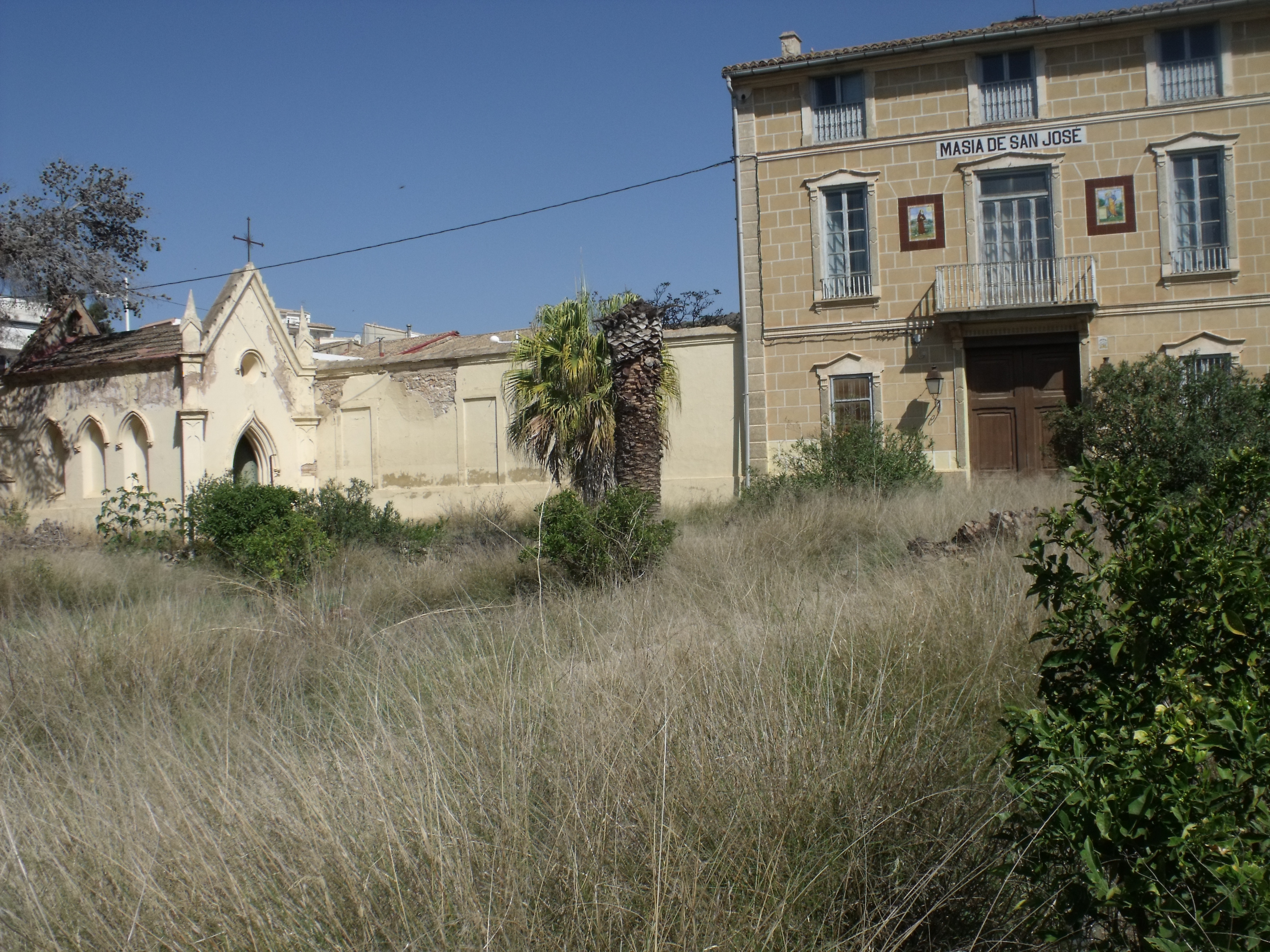
Masía de San José.
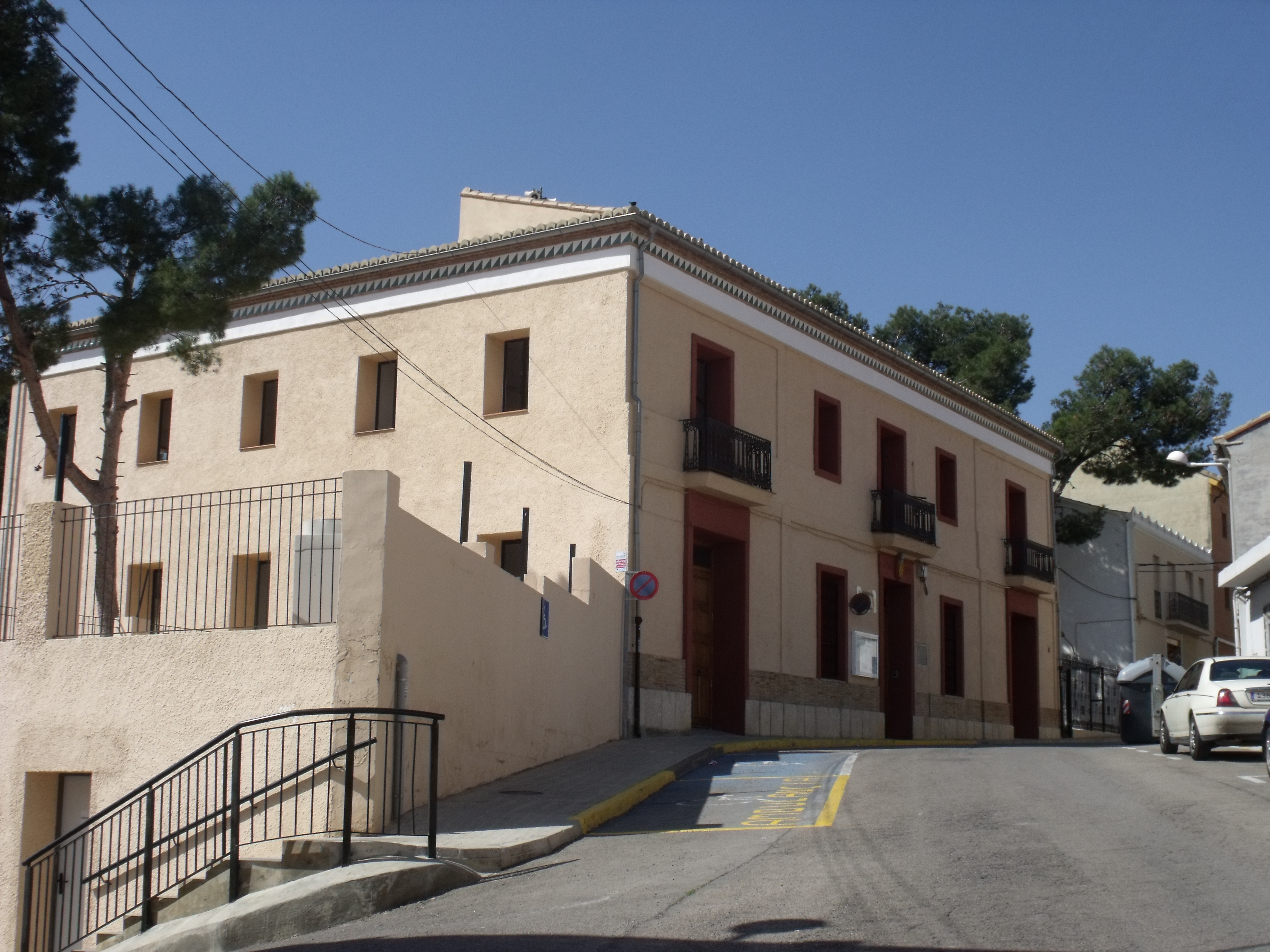
Edificio de los servicios sociales, construido en 1889.
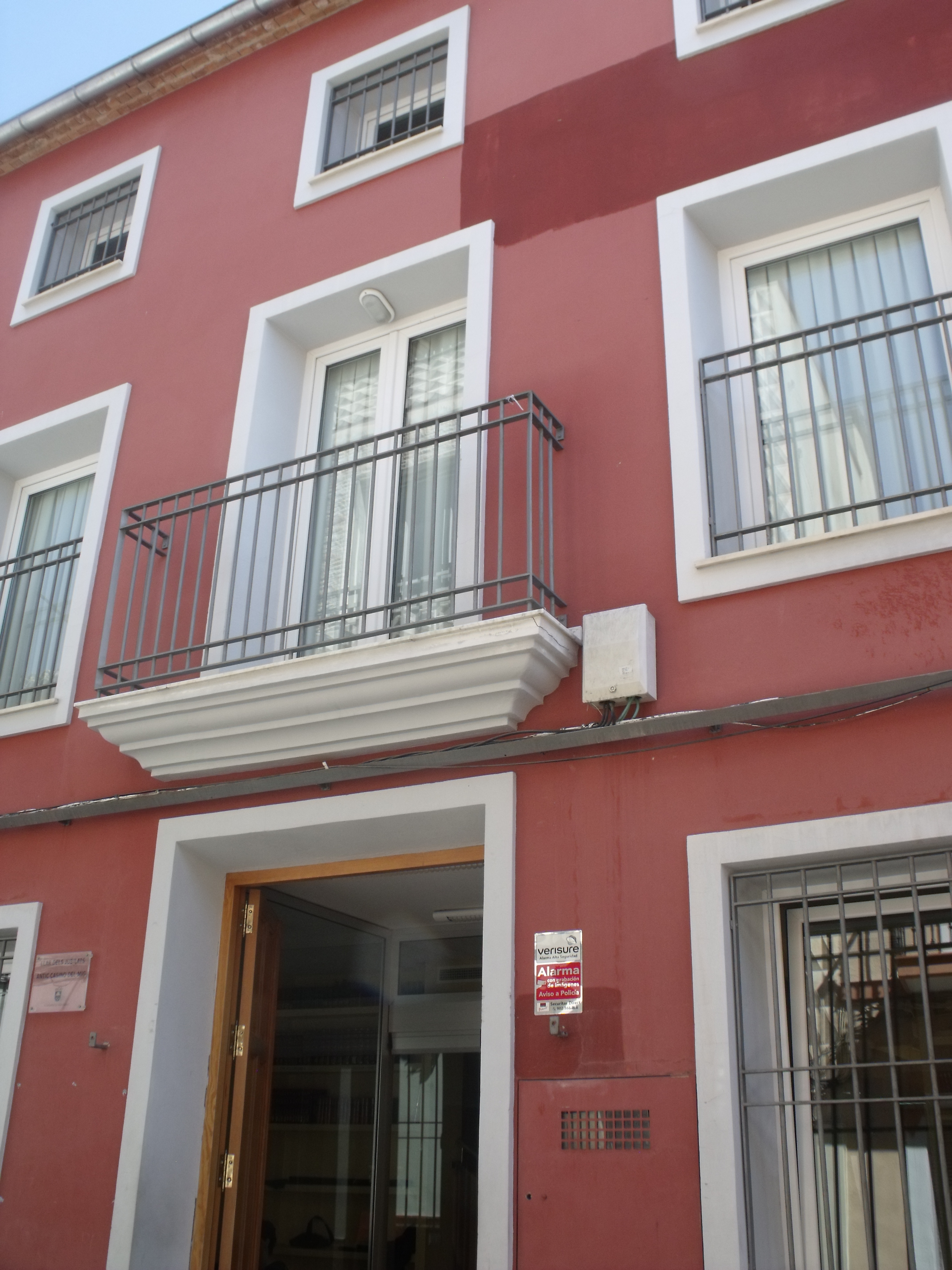
Antiguo Casino del Mig.
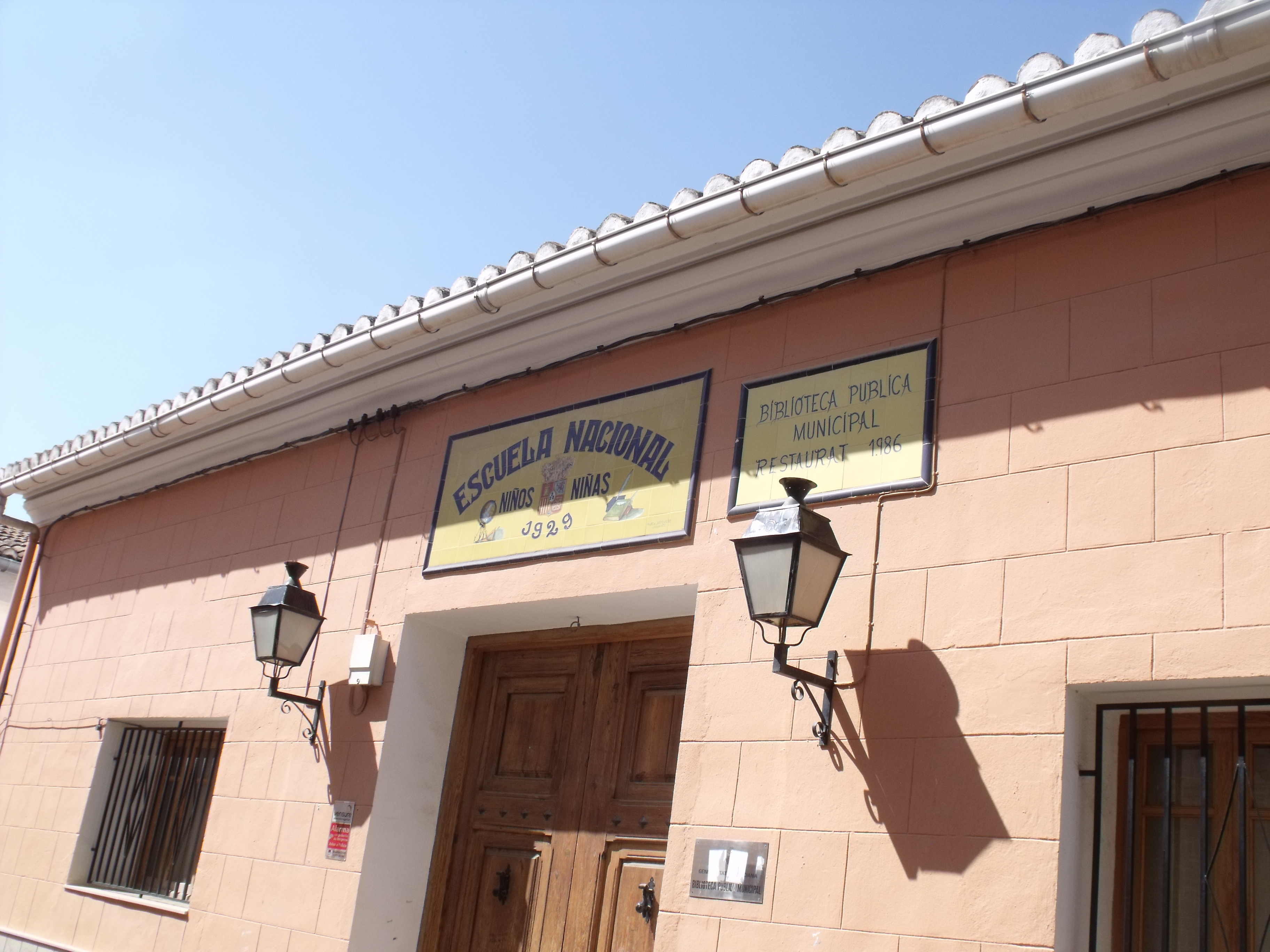
Antiguas escuelas, de 1929.
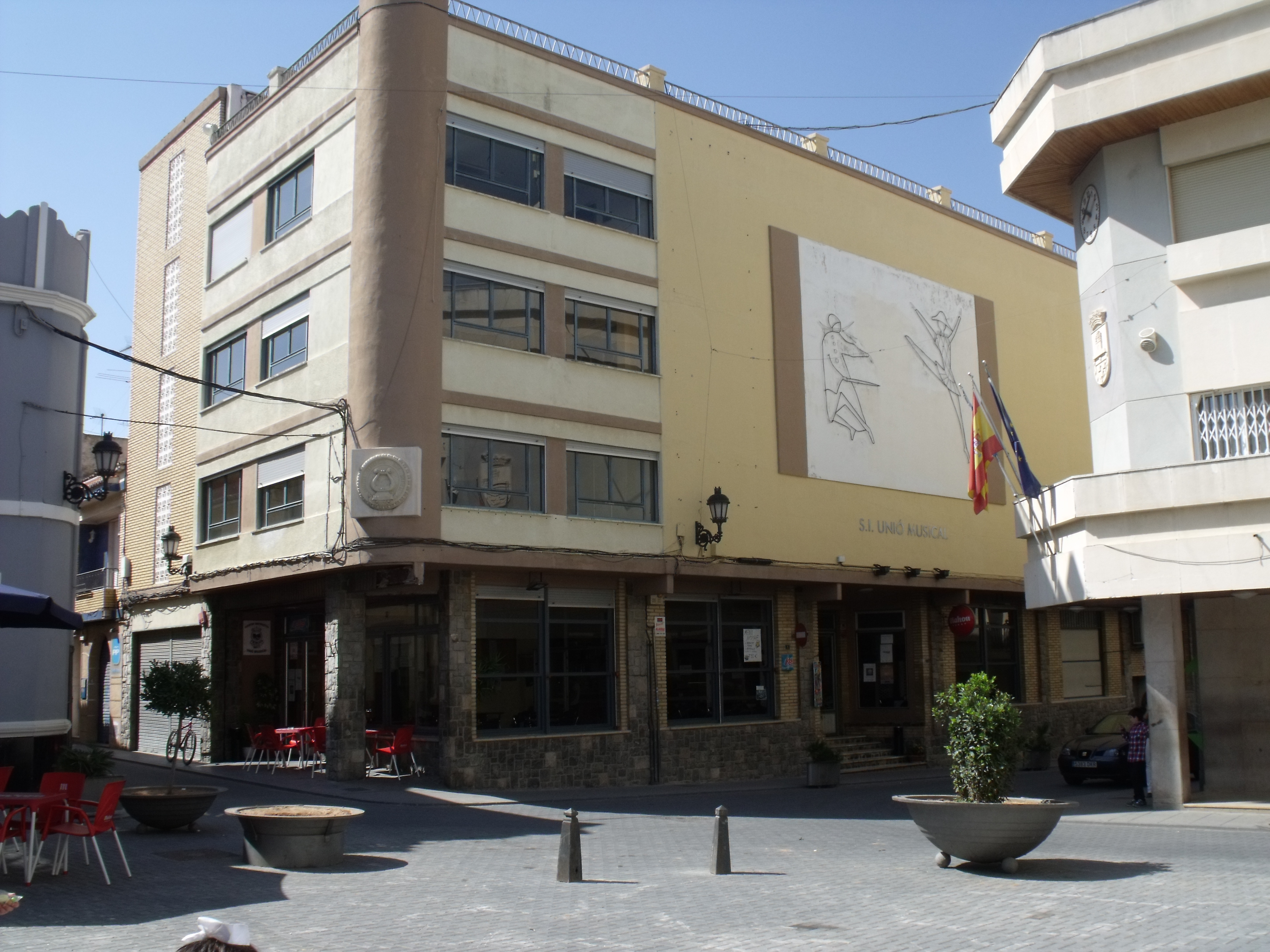
Unión Musical.